# 倪映典烈士纪念碑
倪映典烈士纪念碑，位于安徽省合肥市庐阳区环东景区（俗称小花园）内。1910年，合肥长丰人倪映典在广州起义中牺牲。1936年在映典小学（今合肥市第四十二中学）内建成“陆军上将倪烈士映典纪念塔”，后损毁。1996年于小花园重建。2011年列入第四批合肥市文物保护单位。